# Lars Hall (femkampare)
Lars Göran Ivar Hall, född 30 april 1927 i Karlskrona, död 26 april 1991 i Täby, var en svensk idrottsman (modern femkamp). Hall blev olympisk guldmedaljör 1952 och 1956, tog VM-guld 1950 och 1951. Han erhöll Svenska Dagbladets guldmedalj 1956 för "sin olympiska guldmedalj i modern femkamp i Melbourne" 1956. 
I det civila livet arbetade Hall som slöjdlärare.